# Vernon (Alabama)
Vernon – miasto w południowo-wschodniej części Stanów Zjednoczonych, w Alabamie, stolica hrabstwa Lamar.

## Demografia
- Liczba ludności: 1849 (2023)[1]
- Gęstość zaludnienia: 120,8 os./km²
- Powierzchnia: 15,3 km²